# Mads Emil Madsen
Mads Emil Møller Madsen (født 14. januar 1998) er en dansk fodboldspiller, der spiller for AGF. Han har tidligere spillet for Slavia Prag, LASK Linz og Silkeborg IF.

## Klubkarriere

### Ungdomskarriere
Madsen skiftede til Silkeborg IF fra den lokale klub Gl. Rye IF i en alder af 13 år. Efter færdiggørelse af folkeskolen blev han en del af Silkeborg Football College.
I oktober 2016 skrev Madsen under på en kontrakt, hvormed parterne havde papir på hinanden frem til 2020. Han blev videre en del af klubbens førstehold fra sommeren 2017 som fuldtidsprofessionel.

### Silkeborg IF
Madsen fik sin debut for Silkeborg IF i Superligaen den 10. oktober 2016 i en alder af 18 år. Han startede på bænken og blev skiftet efter 87 minutter som erstatning for Sammy Skytte i en 1-1-kamp mod Lyngby Boldklub. Sin første kamp fra start fik han den 2. marts 2017 i forbindelse med en DBU Pokalkamp mod AaB, som Silkeborg IF tabte 0-5.

### LASK
Den 29. juni 2020 skrev han under på en fireårig kontrakt med den østrigske klub LASK Linz.
Trods en god indsats i LASK, hvor han spillede 24 ligakampe, fik han ikke så meget spilletid, som han kunne ønske, så allerede efter en sæson skiftede han videre.

### Slavia Prag
Fra Østrig tog Madsen videre til den tjekkiske klub SK Slavia Prag, hvor han fik en aftale frem til udløbet af 2025. Imidlertid fik han heller ikke her så meget spilletid, som han havde ønsket, idet det blot blev til 12 ligakampe, heraf kun to fra start.

### AGF
Efter en sæson i Slavia hentede AGF Mads Emil Madsen tilbage til Danmark i sommeren 2022.

## Yderlige information
Mads Emil Madsen har i alt spillet 11 U-landskampe for Danmark. To kampe på U18, to kampe på U19 og syv kampe for U21-landsholdet.
I sin fritid går Mads Emil op i cykling og er ekspert i cykelpodcasten Fantasy League, som dækker managerspil inden for cykling.